# Senhor Incrível (personagem)
Senhor Incrível é o nome de dois super-heróis do Universo DC Comics.
O original, Terry Sloane, era um milionário com memória fotográfica e habilidades atléticas que se tornou o super-herói após resgatar uma mulher do suicídio. Ele formou o "Fair Play Club" para combater a delinquência juvenil e foi membro da Sociedade da Justiça da América.
O segundo Senhor Incrível, Michael Holt, foi inspirado na história de Sloane. Holt, também altamente habilidoso e inteligente, inventou o T-Sphere, um dispositivo versátil controlado por sua máscara e fones de ouvido. Ele serviu na Sociedade da Justiça da América e teve uma série de quadrinhos independentes de curta duração. O conceito "Senhor Incrível" também foi adaptado para outras versões e histórias.
Edi Gathegi interpretará o personagem no filme Superman de 2025, ambientado no Universo DC (DCU).

## Versões

### Terry Sloane
O Senhor Incrível da Era de Ouro era Terry Sloane, um milionário que se fez sozinho cuja memória fotográfica, habilidades atléticas de nível olímpico e domínio das artes marciais fizeram dele um homem da Renascença.  O personagem apareceu pela primeira vez em Sensation Comics #1(January 1942).
Depois de se formar na faculdade aos 13 anos, ele acabou se tornando um renomado líder empresarial na comunidade. Tendo alcançado todos os seus objetivos, ele sentiu que não havia mais desafios para ele perseguir, levando-o a tendências suicidas.  Porém, ao ver uma jovem pular de uma ponte, Sloane reagiu rapidamente e salvou a mulher, Wanda Wilson. Sloane ajudou o irmão de Wanda, que havia sido pego em uma gangue, adotando uma identidade de super-herói: a persona Senhor Incrível. Isso lhe forneceu o que estava perdendo;  Um senso de realização. Ele então criou o "Fair Play Club" para impedir a crescente delinquência juvenil. Ele também se tornou um membro ativo da Sociedade da Justiça da América até que a equipe foi dissolvida quando o Comitê de Atividades Não-Americanas da Câmara ordenou que revelassem suas identidades secretas ou se desfizessem.  No final, eles escolheram o último para proteger a si mesmos e suas famílias de uma possível retribuição daqueles com quem lutaram no passado se suas identidades fossem conhecidas.  Após a dissolução da SJA, o Sr. Incrível se aposentou junto com muitos dos outros.
Anos depois, Sloane saiu da aposentadoria e ingressou na reformada Sociedade da Justiça da América. Enquanto participava de sua reunião anual com a Liga da Justiça da América, ele foi morto por seu antigo inimigo, o Rei dos Espíritos, que possuía o corpo de Jay Garrick para se infiltrar na sede satélite do LJA.

### Michael Holt
Em 1997, o manto de Senhor Incrível foi passado para Michael Holt, um homem igualmente talentoso que possui cinco faixas-pretas, ganhou o Decatlo Olímpico e possui muitos diplomas e doutorados em um amplo espectro de campos. Enquanto contemplava o suicídio após a morte acidental de sua esposa e filho ainda não nascido, ele foi recebido pelo Espectro, que lhe contou sobre Terry Sloane.  Inspirado pela história de vida de Sloane, ele adotou o nome de "Senhor Incrível" e mais tarde ingressou na atual Sociedade da Justiça da América, eventualmente servindo como seu presidente. Ele é o inventor do T-Sphere, um dispositivo em miniatura artificialmente inteligente que ele controla com sua máscara e fones de ouvido. A T-Sphere pode voar, criar imagens holográficas, projetar feixes de luz, liberar cargas elétricas, invadir computadores e satélites GPS e constantemente proteger Holt contra detecção e gravação de sua imagem por todos e quaisquer meios tecnológicos e não orgânicos. ele é praticamente invisível para tudo, exceto para a linha de visão humana. No passado, ele os usou para reconhecimento, infiltração, espionagem e recuperação e armazenamento de informações, muitas vezes realizando várias tarefas ao mesmo tempo com suas T-Spheres para realizar diferentes tarefas ao mesmo tempo.  Ele também pode usar suas T-Spheres ofensivamente como projéteis e declarou como uma ameaça a um oponente que ele pode acelerá-los instantaneamente a 14 milhas por segundo (50.400 milhas por hora), então, quando os atingir, causaria uma tremenda liberação de  energia, transformando cerca de 70% de seu ser corpóreo em plasma superaquecido e liquefazendo o restante. Se isso já foi testado ou foi apenas um blefe, não se sabe, mas considerando que seu oponente não era real, muito menos vivo, o Sr. Incrível não teria dificuldades morais em usar essa opção se fosse necessário. Enquanto está fantasiado, Sr. Incrível tem nada menos que três T-Spheres orbitando seu corpo o tempo todo e já teve até dez. Ele também é considerado o terceiro homem mais inteligente vivo.
Holt serviu como o Rei Branco no Xeque-Mate reestruturado, mas acabou retornando às funções de tempo integral com o SJA. No entanto, Holt foi aparentemente morto em Justice Society of America # 30/31 (agosto/setembro de 2009), mas retornou à terra dos vivos pouco depois.
Em 2011, Holt se tornou o personagem-título de sua própria história em quadrinhos Mister Terrific, como parte Dos Novos 52, mas foi uma tiragem curta, terminando em 2012 após oito edições. Desde então, ele apareceu no livro DC Earth 2 após o cancelamento de sua série, junto com a nova encarnação de Terry Sloane.

### Outros
- Em O Reino do Amanhã, Alex Ross retratou um Senhor Incrível com armas enormes, ombreiras e outros apetrechos militares. Ele ostentava o logotipo "Fair Play", mas mostra pouca ideia de seus significados verdadeiros e originais.
- Outra versão foi apresentada em JSA: The Liberty File e sua sequência JSA: The Unholy Three.  Aqui, Terry Sloane foi retratado como um agente de inteligência da Segunda Guerra Mundial transferido para o serviço administrativo, até a morte prematura de sua noiva pela versão da história do Espantalho. Ele foi visto vestindo uma variação do clássico traje "Fair Play" e usando um florete.

## Personagens similares
- No capítulo da minissérie JSA All-Stars com foco no Senhor Incrível, o irmão de Terry, Ned, aparece em um baile à fantasia vestido com uma fantasia anti-Mister Terrific, chamando a si mesmo de Doutor Nil, para irritar seu irmão.
- Em Villains United # 5, um novo vilão que se autodenomina Senhor Terrível aparece como parte do exército criminoso do Exterminador, vestindo uma variação do traje Senhor Incrível de Holt.

## Em outras mídias

### Televisão
- A encarnação do Senhor Incrível de Terry Sloane aparece no episódio de duas partes "Absolute Justice" de Smallville por meio de uma pintura que o retrata como um membro da Sociedade da Justiça da América.
- A encarnação do Senhor Incrível de Michael Holt aparece em Liga da Justiça sem Limites, dublado por Michael Beach.
- A encarnação do Senhor Incrível de Terry Sloane aparece em Batman: Os Bravos e Destemidos episódio "Crisis: 22.300 Miles Above Earth!"  como membro da Sociedade da Justiça da América.
- Michael Holt aparece no episódio Beware the Batman "Hunted", dublado por Gary Anthony Williams.
- Um personagem baseado em Michael Holt/Senhor Incrível chamado Curtis Holt aparece em Arrow, interpretado por Echo Kellum.[7][8]
- Michael Holt / Senhor Incrível aparece em Justice League Action, dublado por Hannibal Buress.[9]

### Filmes
- Uma versão alternativa de Michael Holt / Mister Terrific chamada Mister Horrific faz uma aparição especial sem falas em Justice League: Crisis on Two Earths como um membro menor do Sindicato do Crime sob o comando da Supermulher.
- Uma versão alternativa de Michael Holt aparece em Justice League: Gods and Monsters, com a voz de Arif S. Kinchen.
- Michael Holt /Senhor Incrível  aparece em Justice League vs. the Fatal Five, com a voz de Kevin Michael Richardson.[10]
- Michael Holt /Senhor Incrível  aparece em Injustice, com a voz de Edwin Hodge.[11]
- O personagem fará sua estreia live-action no filme Superman (2025) do DC Universe (DCU), interpretado por Edi Gathegi.[12]

### Vídeo games
- Michael Holt como Senhor Incrível faz uma aparição cameo em Injustice: Gods Among Us na fase da Torre de Vigiância.
- Michael Holt como Senhor Incrível aparece como personagem jogável em Lego DC Super-Villains na DLC "DC TV Super-Heroes".

### Miscelânea
Michael Holt aparece e, Smallville Season 11: Chaos #3.

### Merchandise
- Michael Holt /Senhor Incrível ganhou uma figurine na linha  DC Universe Classics.
- Michael Holt /Senhor Incrível recebeu uma figura na linha Justice League Unlimited exclusiva da Target.